# First Light (Farpoint)
First Light is het debuutalbum van de Amerikaanse band Farpoint. Het genre is progressieve rock, een steviger versie van Renaissance.

## Musici
- Clark Boone – zang, gitaar
- Kevin Jarvis – gitaar, toetsen, mandoline, basgitaar, percussie
- Dana Oxendine – zang, dwarsfluit, toetsen
- Frank Tyson – basgitaar, gitaar, zang
- Jonathan Rodriguez - slagwerk

## Composities
1. Live for yourself
2. Words of pain
3. Long slow journey
4. Chinlook
5. Tartans
6. Circles
7. Fade away
8. To the river
  1. Silent wings
  2. The river
  3. On the rocks
9. Ex animo (Shelby's song)